# Wildgärst
Der Wildgärst ist ein 2891 m ü. M. hoher Berg der Berner Voralpen in der Schweiz.
Der Wildgärst liegt nördlich des Schwarzhorns. Auf dem Gipfel treffen sich die Gebiete der Gemeinden Brienzwiler, Brienz, Grindelwald und Meiringen.
Der Gipfel ist von Süden her ab Pass Wart (Punkt 2705) als Wanderung (T3) oder als Skitour (L) erreichbar.